# Caudículo
Caudículo é um pequeno e delicado apêndice elástico alongado, existente na coluna das flores de algumas espécies de orquídeas, que sustenta as polínias duras ligando-as ao retináculo, ou viscídio.
Sua função é conectarem a polínia ao viscídio ou ao estipe, quando este está presente, e constituem-se um ponto fraco que permite retirada da polínea ao aderir ao agente polinizador, levando-as até o estigma de outra flor .
O caudículo pode se apresentar tamanhos e formas variáveis, isto é, largos ou estreitos, retos ou curvados. Pode ser granular e originado do tecido das polínias, quando costuma ser amarelado, ou pode originar-se do viscídio, o que lhes confere uma coloração clara ou translúcida; também podem ser parcialmente originados das paredes entre células adjacentes da antera .
O estipe, do latim stipes, é um anexo do polinário, ou conjunto de polínias, derivado do rostelo, e liga os caudículos à porção final do viscídio. Em algumas orquídeas é facilmente visualizado, mas em outras sua distinção é bastante difícil .
O estipe das orquídeas é uma pequena haste alongada, originada do tecido da coluna e não da polínia, geralmente é branco. Destaca-se do das outras flores por ser irregularmente seco, torcido e em fita, tornando-o capaz de alcançar o estigma de outras flores quando fixado às costas de algum agente polinizador.
Na extremidade oposta às polínias frequentemente há um tecido aderente chamado viscídio, formado a partir do rostelo, que ajuda a estrutura formada pelas polínias, estipe e o próprio viscídio a aderirem ao polinizador.
A presença, ou ausência dos caudículos e estipes além de seu formato e aparência do pólen são muito utilizados para diferenciar e classificar as orquídeas, por exemplo, as Cattleya e Laelia apresentam caudículos amarelos, em Oncidium, Catasetum, Zygopetalum, Stanhopea, Maxillaria, Vanda e Phalaenopsis, os caudículos são minúsculos porém o estipe é bem desenvolvido. Grupos mais primitivos, tais como Sobralia, Vanilla e muitas outras orquídeas terrestres tem o pólen granuloso ou farináceo, mais ou menos solto, ao invés de agrupado em polínias.